# Córrego do Atalho
O córrego do Atalho é um curso de água que nasce e deságua no município de Timóteo, no interior do estado de Minas Gerais, Brasil. Sua nascente se encontra na serra da Baratinha, próxima ao Pico do Ana Moura, percorrendo cerca de seis quilômetros até sua foz no rio Piracicaba, no distrito Cachoeira do Vale. Sua bacia hidrográfica está situada a oeste do município, na divisa com Jaguaraçu.